# Fang the Sniper
Fang the Sniper (ファング・ザ・スナイパー, Fangu za Sunaipā), ook bekend als Nack the Weasel en Fang the Hunter, is een personage uit de Sonic the Hedgehog franchise. Hij was een paarse antropomorfische wezel (half wolf, half wezel in de Japanse versies van de spellen) die voor het eerst verscheen in de Game Gear videogame Sonic Triple Trouble (ook bekend als Sonic & Tails 2 in Japan) als een schattenjager, op een zoektocht naar de Chaos Emeralds. Vanaf 2023 is hij een jerboa in de spellen.
Het personage werd gecreëerd onder de naam Fang the Sniper, waarmee hij bekend werd in de Japanse Sonic games. Maar deze werd veranderd naar Jet the Sniper voor de Europese en Amerikaanse games, tot Sega hem herdoopte tot Nack the Weasel.
In het spel: Sonic Generations maakt Fang een cameo verschijning op gezocht posters. Op deze posters wordt zowel zijn originele als zijn westerse naam vermeld. Dit wil zeggen dat beide namen erkend worden in de spelreeks, vergelijkbaar met de situatie van dr Eggman.

## Personage
Fang (of Nack) is een paars-witte schatzoeker. Hij wordt beschreven als een gewone wezel in de Amerikaanse games, maar volgens de Japanse games is hij een mix van een wolf en een wezel (door fans beschouwd als een "wolf-wezel"). Toen een fan Shinichi Higashi (beter bekend onder zijn bijnaam Touma), de ontwerper van Fang, via Twitter vroeg welk dier Fang is onthulde Touma dat hij het personage baseerde op een Jerboa en dat Fang gezien kan worden als een hybride tussen een wolf en een Jerboa. Sinds 2023 is Fang een Jerboa in alle regio's. Enkele kenmerken van Fang die overeenkomen met de Jerboa zijn de lange staart, de sterke achterpoten en de lange oren. Volgens de Japanse handleiding van Sonic Drift 2  is Fang eigenlijk afkomstig uit een andere dimensie, de mysterieuze Special Zone. Hij draagt een grote, bruine hoed, witte en bruine laarzen en bruine handschoenen met metalen platen. De reden dat hij bekendstaat als "Fang" is dat een van zijn tanden veel groter is dan de andere. Verder heeft hij een lange, dikke, paarse staart die hij gebruikt om te stuiteren en zijn vijanden aan te vallen. Wanneer hij op zijn staart steunt kan hij ook zijn achterpoten gebruiken om aan te vallen. Touma gaf Fang vier vingers omwille het muisachtige dier waarop hij gebaseerd is. Zijn hoed, riem en wapen heeft hij omwille van zijn voorkeur aan glimmende zaken waardoor hij als een ontdekkingsreiziger gezien kan worden om deze zaken te bemachtigen.
Zijn oorspronkelijk typische wapen was een zilveren magnum, maar Sega kreeg het idee dat ouders hier problemen mee zouden hebben. Daarom gebruikt hij een kurkgeweer in Sonic the Fighters in plaats van zijn magnum. Hij heeft ook zijn eigen airbike genaamd de 'Marvelous Gueen' die hij gebruikt om rond te vliegen en waarmee hij Sonic bevecht.

### Persoonlijkheid
Fang wordt voorgesteld als een onbeleefd, meedogenloos persoon die enkel om zichzelf geeft en niets om een ander. Hij vecht gewoonlijk enkel om te krijgen wat hij wil, zelfs als dit wil zeggen dat hij het tegen zijn bondgenoten moet opnemen.
Hoewel Fang geen dialoog had in de games, toonde hij zichzelf als een komische en egoïstische badguy. Zo had hij een groot aandeel in zijn eigen nederlaag in Sonic Triple Trouble. Dit wordt aangetoond door het feit dat zijn valstrikken meestal zichzelf treffen. Tijdens zijn eerste opwachting in het spel stak hij zichzelf in brand in plaats van z'n tegenstander. Ook werd hij geraakt door zijn eigen hittezoekende raket in het vierde gevecht. Deze gebeurtenissen belichamen het voorgaande enorm.
Fang was vrij onbeholpen en struikelde vaak bij het weglopen na een nederlaag.

### Naam
Toen het personage gecreëerd werd, wilde men de naam Nack gebruiken. Echter leek de uitspraak van deze naam in het Japans sterk op de uitspraak van de naam van een ander recent geïntroduceerd personage: Knuckles. Daarom werd een wedstrijd gehouden in het tijdschrift Shūkan Famicom Tsūshin om een nieuwe naam te kiezen. Dit werd uiteindelijk Fang the Sniper.
In het Verenigd Koninkrijk werd het personage intussen voorgesteld als Jet in het tijdschrift Mean Machines.
Uiteindelijk werd de naam Nack the Weasel gebruikt voor het westen toen zijn debuutspel Sonic Triple Trouble uitkwam. En Fang the Sniper in Japan.
Latere spellen zoals Sonic Drift 2 en Sonic the Fighters lieten de naam Nack echter achterwege in het westen en gebruiken ook de naam Fang.
In de westerse stripverhalen werd vastgehouden aan de naam Nack the Weasel, tot de IDW reboot serie in 2016 de naam Fang gebruikte. Vanaf 2023 werd definitief de nieuwe naam Fang the Hunter gebruikt in deze reeks.
In 2023 maakte Fang zijn wederoptreden binnen de Sonic games als een belangrijk personage. Vanaf dat moment werd zijn naam wereldwijd Fang the Hunter. In het proloogverhaal Sonic Superstars: Fang's Big Break vertelde Fang dat namen zoals Nack the Weasel, Jet the Jerboa en Fang the Sniper aliassen zijn waarmee hij sporen naar zichzelf uitwist.

## Games

### Sonic the Hedgehog
Fang had een grote rol in verschillende games en verscheen verder nog in een aantal games, meestal als een cameo-verschijning. Tussen 1994 en 1996 was Fang een regelmatig terugkerend personage met een grote rol in de games. Na een lange afwezigheid had Fang opnieuw een grote rol in het spel Sonic Superstars (2023).
De eerste van zijn grote rollen was in Sonic Triple Trouble (1994) (Sonic en Tails 2 in Japan). In dit spel was hij een van de vier partijen in de race voor de Chaos Emeralds (samen met Sonic en Tails, Knuckles the Echidna en Dr Robotnik). In tegenstelling tot Knuckles, die gewoon misleid werd door Robotnik, was Fang louter gedreven door zijn hebzucht. Aan het einde van elke Special Stage, moest Sonic (of Tails) met Fang strijden voor het bezit over de Chaos Emeralds.
Fang bevocht Sonic altijd op zijn Marvelous Queen, vaak geüpgraded met een apparaat (zoals een boormachine). Dit is te vergelijken met de eggpod van Robotnik. Fangs wapens werden vaak tegen hem gebruikt door Sonic.
In Sonic Drift 2 (1995) was Fang een van de zeven speelbare racers in de game. Hij reed in een kart met de naam "Marvelous Queen". Hij had een goede versnelling, maar een slechte hanteerbaarheid. Hij had het vermogen om olie ballen af te vuren. Deze zorgden ervoor dat de racers die ze aanraakten de controle over hun voertuigen verloren.
Zijn laatste grote verschijning in de videospellen tot 2023, en enige 3D-weergave tot op heden, was in Sonic the Fighters (1996) (de Japanse arcade versie heette Sonic Championship). Hier had hij snelle en felle aanvallen met zijn kurkgeweer en staart. Hij is de zesde tegenstander in de "story mode" en zijn arena is Casino Night, een casino gebied dat verscheen in Sonic the Hedgehog 2. Hij was ook een speelbaar personage in de HD remake van het spel in 2012.
Hij heeft een cameo in Tails Adventure (1995). Er is een item met zijn symbool, deze verhoogt je kansen op het vinden van ringen.
De drie eerste games waarin Fang een hoofdrol vervulde (en Tails Adventure) werden opgenomen in Sonic Gems Collection (2005), en enkele foto's van Fang verschenen in het museum van het spel.
Ook in andere compilatiespellen zoals Sonic Jam, Sonic Mega Collection en Sonic Mega Collection plus kun je afbeeldingen van Fang vrijspelen. Je kunt ook games met Fang vrijspelen in Sonic Adventure DX: Director's Cut
Andere verwijzingen naar Fang in de games waren o.a. in Sonic and the Secret Rings, Sonic and the Black Knight, Sonic Generations, Sonic Mania, Sonic Origins en Sonic X Shadow Generations. Bij Secret Rings is er is namelijk een stripverhaal gevoegd. Hierin vertelt Sonic over zijn thuiswereld en haar bewoners, waaronder Fang.
In Sonic and the Black Knight zijn er tekeningen van fans toegevoegd. Een van deze tekeningen beeldt Fang uit.
Ter gelegenheid van Sonic' twintigste verjaardag komt het spel Sonic Generations uit. In sommige levels kun je gezocht posters vinden waarop Fang wordt afgebeeld. In 2024 kwam het spel Sonic X Shadow Generations. Dit was een hybride tussen een geremasterde versie van Sonic Generations en het nieuwe spel Shadow Generations. Ook in het spel Sonic Mania komen deze posters voor.
Verder zal The Heavy Magician een illusie van Fang gebruiken om te vechten tegen de helden op het einde van het level: 'Mirage Saloon Zone Act 2' in Sonic Mania. Dit is ongewijzigd gebleven in de uitbreiding Sonic Mania Plus.
In het spel Sonic Origins kan men afbeeldingen en oude manuals vrijspelen in de Museum Mode. Op sommige hiervan staat Fang afgebeeld.
Na een lange afwezigheid kreeg Fang opnieuw een effectieve rol in de games. Hij werkt onder Dr Eggman in het spel Sonic Superstars (2023).
In 2023 werd Fang ook toegevoegd in het online spel Sonic Speed Simulator als tegenstander in de races. De speler kon ook zijn Marvelous Queen kopen als voertuig om zelf te gebruiken in het spel.
In 2025 vonden dataminers data en een 3D-model van Fang in zijn moderne vorm in het mobiele spel Sonic Blitz.
Een gigantische versie van Fang zou in het spel Sonic X-treme als een boss character verschijnen, maar dit spel werd geannuleerd.
Verder werd Fang overwogen als speelbaar personage in het spel Sonic Heroes. Hierin zou hij een team vormen met Bean the Dynamite en Bark the Polar Bear. Dit team heeft uiteindelijk de finale versie niet gehaald.

### Buiten de reeks
In het Sega-avonturenspel Shenmue (1999) kon men poppetjes verzamelen van verschillende Sega-personages. Een van deze poppetjes was Fang. Ook in het vervolgspel Shenmue II (2001) kwam het poppetje van Fang voor.

## Strips

### Sonic The Hegdehog
Naast de games wordt Fang ook gebruikt in de officiële stripreeksen rond Sonic the Hedgehog. Zo was hij een terugkerend personage in de reeks van Archie Comics (1993-2016), in de reeks van IDW (vanaf 2018) en in de reeks van Fleetway Editions (1993-2002).
In de oudere reeksen was hij gekend als Nack the Weasel, in de reeks van IDW wordt de naam Fang gebruikt.
In 2023 kwam het stripverhaal Sonic Superstars: Fang's Big Break uit. Dit verhaal was een proloog op het spel Sonic Superstars vanuit het standpunt van Fang. Hierin werden verschillende oudere namen genoemd van het personage zoals Nack the Weasel, Jet the Jerboa en Fang the Sniper. Fang gebruikte deze namen als schuilnamen om het de gerechtelijke instanties moeilijker te maken hem te arresteren. In dit verhaal gebruikt hij de naam Fang the Hunter.
In 2024 kreeg Fang zijn eigen miniserie, uitgegeven door IDW. Deze droeg de naam Sonic the Hedgehog: Fang the Hunter. Hierin ging Fang op zoek naar een mogelijke achtste Chaos Emerald.

### Buiten de reeks
In 1997 publiceerde Shinseisha in samenwerking met Sega de manga "Game Gag 1P Comic Sega-hen". In deze manga stonden korte, grappige verhaaltjes gebaseerd op verschillende Sega franchises. Fang werd gebruikt tijdens sommige verhalen gebaseerd op de Sonic the Hedgehog franchise.

## Merchandise
Fang was een van de personages die opgenomen werd in de knuffelreeks gebaseerd op het spel Sonic the Fighters. Deze knuffels kon men winnen in arcadehallen.
In 2022 bracht het bedrijf Great Eastern Entertainment een officiële knuffel uit van Fang in hun Classic line reeks.
Op 13 februari 2019 werd bekendgemaakt dat het speelgoedbedrijf Jakks Pacific producten zal uitbrengen gebaseerd op de franchise van Sonic the Hedgehog. In augustus 2024 maakte Fang deel uit van de reeks actiefiguren (6,35 cm) die het bedrijf uitbracht. In november van hetzelfde jaar maakte het personage tevens deel uit van de reeks grotere actiefiguren (10,16 cm) met een accessoire. Fangs accessoire was een gezochtposter van zichzelf.

## Relaties

### Familie (Archie exclusief)
- Nic the Weasel (Zus)

### Bondgenoten/Teamgenoten
- Bark the Polarbear (in Archie en IDW)
- Bean the Dynamite (in Archie en IDW)
- Eggman (Fang was een huurling voor Dr. Eggman in Sonic Superstars.)
- Trip the Sungazer (Trip werd gedwongen Dr. Eggman en Fang te helpen in Sonic Superstars.)

### Vijanden/Rivalen
- Sonic the Hedgehog
- Knuckles the Echidna
- Miles "Tails" Prower
- Amy Rose
- Trip the Sungazer
- de Chaotix (in Fleetway en Archie)
  - Vector the Crocodile
  - Charmy Bee
  - Espio the Chameleon
  - Mighty the Armadillo
- de Freedom Fighters (in Archie)
- Bark the Polarbear (in Sonic the Fighters)
- Bean the Dynamite (in Sonic the Fighters)
- Eggman (In Sonic Triple Trouble en Sonic Drift 2 hebben Fang en Eggman beiden dezelfde belangen, waardoor ze naast Sonic en co, ook elkaar bekampen. In Sonic the Fighters vechten Fang en Eggman zelfs letterlijk tegen elkaar in het allerlaatste gevecht (als de speler met Fang speelt). In Sonic Superstars werkt Fang voor Eggman.

## Trivia
- Fang is het enige terugkerende personage in de Sonic reeks, gebaseerd op een dier, dat tevens een schurk is.
- Hij was het eerste personage dat vuurwapens gebruikte. Later werd hij gevolgd door Shadow en robot personages.
- In Sonic Generations uit 2011 worden de namen Nack the Weasel en Fang the Sniper beide vermeld op zijn opsporingsbericht. Het spel Sonic Superstars uit 2023 vermeldt dat het personage doorheen de jaren bekend was onder verschillende namen omwille van zijn problemen met de autoriteiten. In dit spel noemt hij zich Fang the Hunter.
- Zijn originele naam is een van de weinige namen van Sonic personages die niet naar zijn diersoort verwijst. Het 'Sniper' gedeelte slaat op het feit dat hij goed is met vuurwapens. Ook 'Hunter' verwijst niet naar zijn diersoort.
  - Zijn Amerikaanse naam: Nack the Weasel, slaat wel op zijn diersoort.
- Hij was het eerste terugkerende personage dat debuteerde op een handhold game.
- Hij heeft gelijkaardige kenmerken met andere personages.
  - Met Shadow the Hedgehog
    - Hij en Shadow zijn de enige, organische, personages die vuurwapens gebruikt hebben.
    - Ze waren beiden verhuld in mysterie toen ze debuteerden.

  - Met dr Eggman
    - Beide zijn schurken uit de reeks. (Al namen ze het net zo goed tegen elkaar op als tegen de helden.)
    - Fangs 'Marvelous Queen' kan vergeleken worden met Eggmans 'Eggpod'.
    - Allebei hun originele namen werden oorspronkelijk gewijzigd voor het publiek buiten Japen. Fang the Sniper werd Nack the Weasel, dr Eggman werd dr Ivo Robotnik.
      - In het spel Sonic Superstars uit 2023 werd de naam Fang the Hunter gebruikt.